# Apanteles obstans
Apanteles obstans är en stekelart som beskrevs av Papp 1971. Apanteles obstans ingår i släktet Apanteles och familjen bracksteklar. Inga underarter finns listade i Catalogue of Life.